# Niclas Kirkeløkke
Niclas Kirkeløkke, né le 26 mars 1994 à Ringe au Danemark, est un handballeur international danois évoluant au poste d'arrière droit au Rhein-Neckar Löwen depuis 2019.

## Biographie
Niclas Kirkeløkke débute le handball au Risøhøj Håndbold. Il fait ses débuts officiels avec l'équipe nationale du Danemark le 3 novembre 2016 contre les Pays-Bas.
Il est le frère aîné de Sarah Kirkeløkke, joueuse professionnelle du Skanderborg Håndbold.

## Palmarès

### En équipe nationale
Jeux olympiques
- Médaille d'or aux Jeux olympiques de 2024

Championnat du monde
- 10e place au championnat du monde 2017
- Médaille d'or au championnat du monde 2023
- Médaille d'or au championnat du monde 2025

Championnat d'Europe
- 4e place au championnat d'Europe 2018
- 13e place au championnat d'Europe 2020
- Médaille de bronze au championnat d'Europe 2022
- Médaille d'argent au championnat d'Europe 2024

### En club
- Finaliste du Championnat du Danemark (1) : 2019
- Finaliste de la Coupe du Danemark (2) : 2016, 2018
- Vainqueur de la Coupe d'Allemagne (1) : 2023